# 원주율의 근사

소수점 이하 자리에서 측정된 파이(π)에 대한 수치 근사치의 기록적 정밀도의 역사적 진화를 보여주는 그래프

수학사에서 수학 상수 파이(π) 근사는 서기 시대가 시작되기 전에 참값의 0.04% 이내의 정확도에 도달했다. 중국 수학에서는 이것이 5세기에 이르러 십진수 약 7자리에 해당하는 근사값으로 개선되었다.
더 이상의 진전은 상가마그라마(Sangamagrama)의 마드하바(Madhava)가 11자리와 13자리까지 정확한 근사치를 개발한 14세기까지 이루어지지 않았다. 잠시드 알 카시는 이후 16자리를 달성했다. 초기 현대 수학자들은 17세기 초(Ludolph van Ceulen)에 35자리의 정확도에 도달했고, 19세기에 126자리의 정확도(Jurij Vega)에 도달했는데, 이는 순수 수학 이외의 모든 가능한 응용에 필요한 정확도를 능가하는 것이다.
파이(π)를 수동으로 근사한 기록은 1853년에 십진수 527자리를 정확하게 계산한 윌리엄 생크스가 보유하고 있다. 20세기 중반 이후로 π의 근사는 전자 디지털 컴퓨터의 작업이었다. 2024년 6월 28일, 스토리지리뷰 랩 팀이 알렉산더 이(Alexander Yee)의 y-크런처(y-cruncher)로 202조(2.02×1014) 자릿수의 현재 기록을 세웠다.

## 같이 보기
- 디오판토스 근사
- 밀률